# James Archibald William Ballard
James Archibald William Ballard, britanski general, * 1905, † 1978.